# CORDIS
CORDIS steht für Community Research and Development Information Service und ist ein Forschungs- und Entwicklungsinformationsdienst der Europäischen Gemeinschaft und bietet Internetnutzern Informationsmöglichkeiten über europäische Forschungs- und Entwicklungsaktivitäten (FuE).
Der Dienst ist die Quelle für Informationen über Aufrufe zur Einreichung von Vorschlägen für das siebte Rahmenprogramm für Forschung und technologische Entwicklung (FP7).
CORDIS ist Teil des Amtes für amtliche Veröffentlichungen der Europäischen Gemeinschaften (Amt für Veröffentlichungen), des Verlagshauses der Europäischen Union. Der Dienst gibt unter anderem das Magazin Research*eu heraus.

## Ziele
CORDIS verfolgt im Wesentlichen folgende Ziele:
- Erleichterung der Teilnahme an den Forschungsaktivitäten der Europäischen Gemeinschaft
- optimierte Nutzung von Forschungsergebnissen insbesondere aus Sektoren, die für die Wettbewerbsfähigkeit Europas Wirtschaft ausschlaggebend sind
- möglichst weitreichende Verbreitung von Wissen, das zur Steigerung der Innovationsfähigkeit von Unternehmen beitragen kann, vor allem durch die Veröffentlichung von Forschungsergebnissen, die im Rahmen der von der Europäischen Union finanzierten, aufeinanderfolgenden Rahmenprogramme erlangt werden, sowie Akzeptanz der neuen Technologien in der Gesellschaft.

## Suchmöglichkeiten
CORDIS bietet zur Suche nach:
- einen alphabetischen Index von A-Z
- einen thematischer Index
- eine geographische Suche (für Partner, Projekte und Ergebnisse)
- einen Glossar

Gesucht werden können:
- Veranstaltungen
- Finanzierung
- Partner
- Projekte
- Nutzbare Ergebnisse
- Programme
- Dokumente
- Kontakte
- Akronyme